# Spirotropis centimata
Spirotropis centimata é uma espécie de gastrópode do gênero Spirotropis, pertencente a família Drilliidae.